# Тюльпанный (Оренбургская область)
Тюльпа́нный — посёлок в Домбаровском районе Оренбургской области. Входит в состав Красночабанского сельсовета.

## История
В 1966 году указом Президиума Верховного Совета РСФСР посёлок фермы № 3 совхоза «Красный Чабан» переименован в Тюльпанный.

## Население
| 2010 |
| ---- |
| 203  |

## Улицы
| - ул. Крайняя, - ул. Овражная, | - ул. Полевая, - ул. Центральная. |